# Vereinigte Flugtechnische Werke
Die Vereinigten Flugtechnischen Werke (VFW) waren ein Bremer Luft- und Raumfahrtunternehmen. Das 1961 durch Zusammenschluss von Focke-Wulf und Weserflug entstandene Unternehmen wurde 1981 Teil des Luftfahrtkonzerns Messerschmitt-Bölkow-Blohm.

## Geschichte
1961 fusionierten die beiden Bremer Flugzeughersteller Focke-Wulf-Flugzeugbau GmbH und Weser-Flugzeugbau GmbH („Weserflug“) zu den Vereinigten Flugtechnischen Werken (VFW) mit Hauptsitz in Bremen. Ziel war unter anderem die gemeinsame Entwicklung eines kleinen Verkehrsflugzeugs, das für den Einsatz auf unbefestigten Flugplätzen geeignet war. Im Dezember 1963 wurde dieses Projekt als VFW 614 in das Unternehmen VFW integriert.
Bereits 1961 gliederte das Unternehmen die Raumfahrtaktivitäten in den neu gegründeten Entwicklungsring Nord (ERNO) aus. Dadurch versprach man sich eine bessere Effizienz auf dem neuen Raumfahrtmarkt. Dagegen wurde 1964 die Flugzeugbausparte der Ernst Heinkel Fahrzeugbau mit ihrem Werk in Speyer in den Konzern integriert.
Im Mai 1969 erfolgte die Gründung der Zentralgesellschaft VFW-Fokker, an der VFW und das niederländische Unternehmen Fokker mit je 50 % beteiligt waren. Im folgenden Jahr entstand die Airbus Industries in der Gesellschaftsform einer wirtschaftlichen Interessengemeinschaft. Gründungsmitglieder waren die staatliche französische Aérospatiale und die Deutsche Airbus GmbH, die wiederum ein Konsortium aus Messerschmitt-Bölkow-Blohm (60 %), Dornier (20 %) und VFW-Fokker (20 %) war. Als Ende der 1970er-Jahre die Produktion der VFW-614 bevorstand, beteiligte sich Messerschmitt-Bölkow-Blohm und die Freie Hansestadt Bremen an VFW-Fokker. 1980 wurde die Zentralgesellschaft VFW-Fokker aufgelöst.
1981 fusionierte VFW mit Messerschmitt-Bölkow-Blohm zu MBB. Nach dem Zusammenschluss mit dem Raumfahrtunternehmen ERNO entstand 1982 daraus die MBB-ERNO. 1988 beschäftigte das Unternehmen 40.000 Mitarbeiter an 18 Standorten und nahm unter den europäischen Luft- und Raumfahrtunternehmen den dritten Platz ein. Ende 1989 wurde MBB-ERNO von der Deutschen Aerospace AG (DASA) übernommen (Teil des damaligen Daimler-Benz-Konzernes).

## Produkte
1968 stellte das Unternehmen die VFW H-2, einen leichten Autogiro, vor. Im folgenden Jahr präsentierte es den Hubschrauber VFW H-3. Es handelte sich um einen Versuchshubschrauber, mit dem neuartige Antriebskonzepte getestet werden sollten. Als Kreuzung aus Autogiro und Hubschrauber wurde der Hauptrotor nur für den Schwebeflug angetrieben. Für den Vortrieb standen zwei Mantelstromtriebwerke zur Verfügung. Dieser Typ ging nicht in Serie.
1970 entstand die VFW-Fokker VAK 191 B. Das Flugzeug war als Nachfolger des leichten Bombers Fiat G.91 zunächst gemeinsam mit Fiat entwickelt worden. Die VAK 191 war als VTOL-fähiges Flugzeug mit einem Marschtriebwerk und 2 Hubtriebwerken konzipiert. Fiat stieg 1967 aus diesem Projekt aus, so dass das Flugzeug nur noch als Experimentalobjekt fertig entwickelt wurde. Später diente es als Erprobungsträger für den Panavia Tornado. Das VAK 191-Programm wurde 1972 endgültig eingestellt.
1974 kam die VFW-Fokker 614 auf den Markt. Die VFW 614 war der erste in der Bundesrepublik Deutschland entwickelte zweistrahlige Kurzstrecken-Jet. Auffälligstes Merkmal des Flugzeugs sind die über den Tragflächen angeordneten Triebwerke, die in dieser Position besser vor Steinschlag und Schmutz geschützt werden sollten. Drei Exemplare wurden 1977 an die Luftwaffe geliefert, die sie bis 1998 bei der Flugbereitschaft einsetzte. Das letzte im Einsatz befindliche Exemplar der VFW 614 wurde bis zum 27. Juni 2012 vom Deutschen Zentrum für Luft- und Raumfahrt in Braunschweig als fliegender Simulator eingesetzt (ATTAS-Projekt, Advanced Technologies Testing Aircraft System).
In den 1970er-Jahren wurden im Werk Hoykenkamp bei Delmenhorst unter dem Namen VFW auch Campinganhänger und später hydraulisch betriebene Ladebordwände für Nutzfahrzeuge produziert.